# Same Kind of Different
Same Kind of Different è l'unico EP del cantautore australiano Dean Lewis, pubblicato il 12 maggio 2017.
In un'intervista con Stack Magazine, Dean Lewis ha detto "Scrivendo le canzoni attraverso delle fasi; se ho ascoltato tanto un certo tipo di musica, allora sarò più propenso a scrivere canzoni come quella. Penso che ci sia un collegamento tra questi brani. Ho scritto dalle 100 alle 150 canzoni negli ultimi due anni per cui è stato difficile scegliere quelle per l'EP. Lo è anche perché non voglio dare tutto troppo presto. Ho tenuto da parte quelle che penso siano più adatte per un album. Sono orgoglioso di questi pezzi, non vedo l'ora che l'EP venga pubblicato."
L'EP è stato sostenuto dal tour nazionale "Lose My Mind" da novembre a dicembre del 2017. Il tour è stato annunciato ad agosto dello stesso anno.

## Critica
Tim Kroenert di The Music ha commentato "Dean Lewis presenta sei tracce principalmente acustiche che sembrano fatte per essere apprezzate da un pubblico ampio. C'è qualche sorpresa, ma tutto sommato parliamo di testi franchi, personali, eseguiti con grande emozione... come un James Blunt meno angosciato. Le qualità di Lewis come scrittore pop melodico si vedono ampiamente nel singolo "Waves" e nella leggermente aggressiva "Lose My Mind"..

## Tracce
1. Waves – 4:01
2. Need You Now – 3:22
3. Let Go – 2:54
4. Lose My Mind – 3:20
5. Chemicals – 3:41
6. Adore – 2:59

## Classifiche
| Chart (2017–18)                 | Peak position |
| ------------------------------- | ------------- |
| Australian Albums (ARIA)        | 27            |
| Australian Artist Albums (ARIA) | 7             |
| Irish Albums (IRMA)             | 91            |